# N-Carbamyl-β-alanine
La N-carbamyl-β-alanine, ou acide 3-uréidopropionique, est un intermédiaire de la dégradation de l'uracile en β-alanine.